# Quinchamalium andinum
Quinchamalium andinum är en tvåhjärtbladig växtart som beskrevs av Rodolfo Amando Philippi. Quinchamalium andinum ingår i släktet Quinchamalium och familjen Schoepfiaceae. Inga underarter finns listade i Catalogue of Life.